# Zagora (Krapina)
Zagora is een plaats in de gemeente Krapina in de Kroatische provincie Krapina-Zagorje. De plaats telt 107 inwoners (2001).